# Winterscheiderbröl

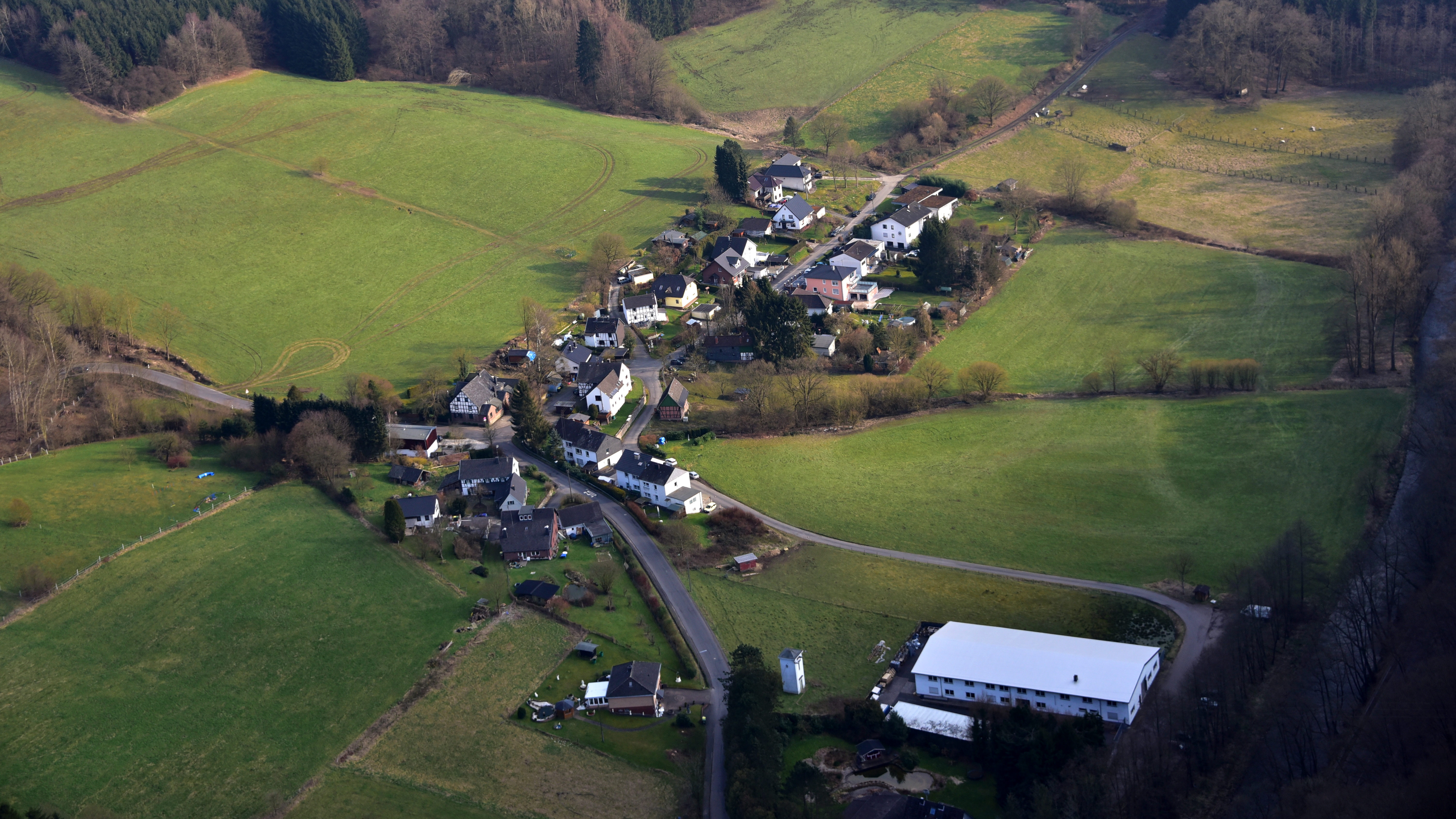
Winterscheiderbröl, Luftaufnahme (2016)

Winterscheiderbröl ist ein Ortsteil der Gemeinde Ruppichteroth im Rhein-Sieg-Kreis in Nordrhein-Westfalen. Bis zum 1. August 1969 war Winterscheiderbröl ein Ortsteil der damals eigenständigen Gemeinde Winterscheid.

## Geographie

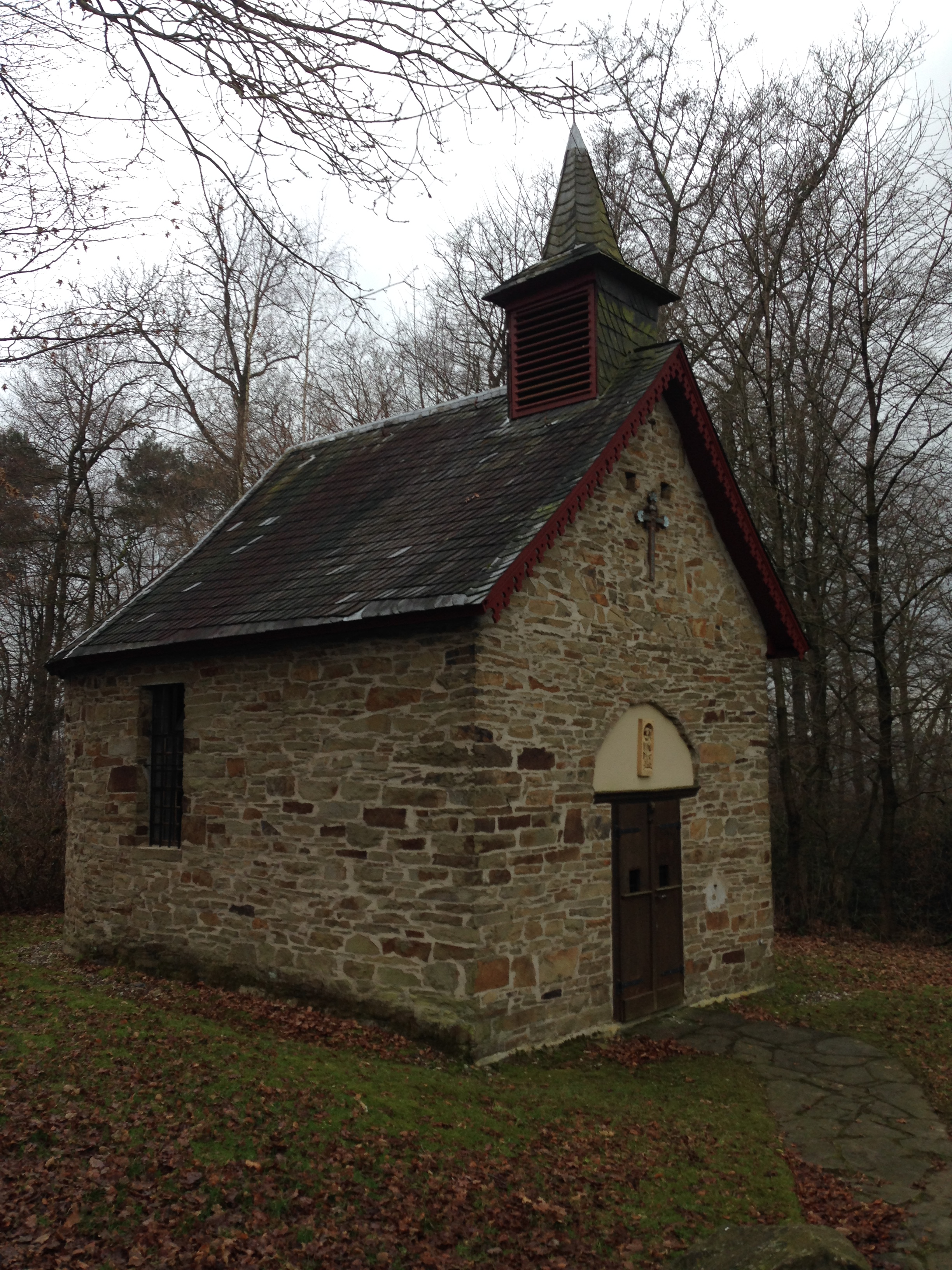
Wendelinuskapelle

Der Weiler liegt im Bröltal. Nachbarorte sind Winterscheid im Osten und Ingersau im Norden. Oberhalb von Winterscheiderbröl liegt die Wendelinuskapelle.

## Geschichte
1712 lebten hier acht Haushalte mit 42 Seelen: Johannes Bourbach, Henrich Cremer, Arnold Fischer, Wilhelm Walterscheid, Henrich Walterscheid, Nicolaus Honscheid, Bertram Zimmermann und Sebastian Walterscheid.
1809 hatte der Ort 32 katholische Einwohner.
1910 waren für Winterscheiderbröl die Haushalte Tagelöhner Johann Peter Busch, Tagelöhner Peter Heuser, Ackerer Wilhelm Sieberz, Ackerer Anton Thiebus, Maschinenbauer Johann Walterscheid, Schneider Johann Peter Walterscheid und Ackerer Wiemar Walterscheid verzeichnet.